# 平塚市立大原小学校
平塚市立大原小学校（ひらつかしりつ おおはらしょうがっこう）は、神奈川県平塚市大原にある公立小学校。

## 概要
- 児童数は開校当時300人強いたが、少子化に伴い200人未満[2]となった。
- サッカークラブをはじめとしたクラブ活動があり、月に1-2回の頻度で活動している。クラブ活動は4年生以上が対象で、児童からの希望を受けて新たに発足することが可能である。ただし、加入希望者が居なくなった際は廃止される。

## 沿革
- 1984年（昭和59年） - 校舎（本館）を落成[3]。
- 1985年（昭和60年）
  - 時期不明 - 体育館を落成[3]。
  - 4月1日 - 開校[1]。
- 1999年（平成11年） - 特別教室棟（増築棟）を落成[3]。児童用パソコンを設置[4]
- 2000年（平成12年）6月 - インターネット環境を整備[4]。
- 2006年（平成18年）4月1日 - 2学期制に移行[5]。
- 2021年（令和3年）3月 - GIGAスクール構想により、児童1人1台のタブレット端末と高速・大容量の通信ネットワークを整備[4]。

## 施設概要
主な施設を掲載。
- 校舎（4,937.92 m2[1]）
  - 管理・普通教室・特別教室棟（4,274.78 m2） - 鉄筋コンクリート造[3]
  - 特別教室棟（481.33 m2） - 鉄筋コンクリート造[3]
- 体育館（1,039.56 m2[1]） - 鉄筋コンクリート造[3]
- プール（325 m2[1]）
- 校庭（8,761 m2[1]）

## 学区
- 平塚市
  - 大原
  - 新町
  - 中原1丁目
  - 中原2丁目（1番から15番まで）

出典：

## 進学先の中学校
平塚市立大野中学校（平塚市東中原）へ進学する区域
- 大原（1番と3番のみ）
- 新町

平塚市立中原中学校（平塚市御殿）へ進学する区域
- 大原（1番と3番を除く）
- 中原1丁目
- 中原2丁目（1番から15番まで）

出典：

## アクセス
- 神奈川中央交通「平61」・「平62」・「平63」・「平68」・「平86」の各系統および平塚市シャトルバス[注釈 1]で「中原東」バス停下車後、徒歩約2分。

## 周辺
- 神奈川県立平塚中等教育学校
- 平塚市総合公園
- 大原公園